# КК Хопси Ползела
КК Хопси Ползела је словеначки кошаркашки клуб из Ползеле. Тренутно се такмичи у Првој лиги Словеније.

## Историја
Клуб је основан 1972. године. 

## Успеси

### Национални
- Првенство Словеније:
  - Вицепрвак (3): 1995, 1997, 1998.

- Куп Словеније:
  - Победник (1): 1996.
  - Финалиста (2): 1994, 1997, 2019.

- Суперкуп Словеније:
  - Финалиста (1): 2019.

## Учинак у претходним сезонама
| Сез.     | Првенство Словеније | Куп Словеније | Регионално такмичење          | Европско такмичење |
| -------- | ------------------- | ------------- | ----------------------------- | ------------------ |
| 2015/16. | 11, место           | Четвртфинале  | —                             | —                  |
| 2016/17. | 5. место            | Полуфинале    | —                             | —                  |
| 2017/18. | 9. место            | Четвртфинале  | —                             | —                  |
| 2018/19. | Четвртфинале ПО     | Финалиста     | Алпе Адрија куп — Групна фаза | —                  |

## Познатији играчи
- Горан Јагодник
- Само Удрих
- Бено Удрих